# Marvan Atapattu
Marvan Samson Atapattu (nacido el 29 de noviembre de 1970) es un entrenador de críquet de Sri Lanka y exjugador de críquet. Atapattu es considerado uno de los bateadores técnicamente más sólidos en su era, Atapattu ha anotado seis siglos dobles en el cricket de prueba para Sri Lanka, independientemente de cinco patos en sus primeras seis entradas. Anteriormente, entrenó a los equipos nacionales de cricket de Canadá y Singapur. Desde abril de 2014 hasta septiembre de 2015, fue el entrenador en jefe del equipo de críquet de Sri Lanka. Atapattu anotó su primer siglo de prueba en 1997, siete años después de su debut, contra India, y en ese partido de cricket hizo 108 carreras en el estadio IS Bindra de la Asociación de Críquet de Punjab en Mohali.

## Carrera
Haciendo su debut en Test Cricket en noviembre de 1990 justo después de su vigésimo cumpleaños, las primeras seis entradas de Atapattu rindieron cinco patos y un 1 y fue el primer bateador de Sri Lanka en ser eliminado por un par en el debut. Hizo su debut en One-Day International contra India en Nagpur. Fue nombrado capitán del equipo de un día en abril de 2003.
Atapattu era un hábil fildeador con un lanzamiento preciso. Un informe preparado por ESPNcricinfo a finales de 2005 mostró que desde la Copa Mundial de Cricket de 1999, había logrado el segundo mayor número de abandonos en el cricket ODI de todos los jugadores de campo, con la séptima tasa de éxito más alta.
Atapattu anotó su primer siglo ODI en 1997 cuando anotó 153 en la victoria de 2 carreras contra India en el Estadio R. Premadasa en Colombo. Atapattu terminó con 5.502 carreras de prueba con un promedio de 39.02 en 90 pruebas con un promedio internacional de un día de 37.57 después de acertar 8.529 carreras en 268 partidos.